# Jasmin Perković
Jasmin Perković (Fiume, 25 dicembre 1980) è un ex cestista croato.

## Carriera
Inizia la sua carriera da cestista professionista nel 1998 in Croazia con il Rijeka (società nella quale ha trascorso il periodo delle giovanili) dove resta due stagioni. Dal 2000 al 2003 gioca ogni anno con una squadra diversa: Triglav Kranj (Slovenia), Hopsi Polzela (Slovenia) e Zadar (Croazia). Dal 2003 al 2005 milita in Bosnia ed Erzegovina con il Široki. 2005-06 sempre in Bosnia ed Erzegovina con il Bosna, 2006-07 in Grecia con l'AEK Atene. Dal 2007 al 2010 gioca in Germania con l'Ewe Oldenburg. Dall'estate del 2010 è in Italia con la Triboldi Cremona. Il 24 giugno 2011 rinnova il contratto con Cremona.

## Palmarès
- Campionati Mondiali Under 21: Medaglia d'Argento 2001
- Campione di Bosnia ed Erzegovina: 2

Široki: 2004
Bosna: 2006
- Campionato tedesco: 1

EWE Baskets Oldenburg: 2008-09
- Coppa di Croazia: 1

KK Zadar: 2003
- Coppa di Bosnia ed Erzegovina: 1

Široki: 2004
- Coppa di Slovenia: 1

Union Olimpija: 2013
- Supercoppa tedesca: 1

EWE Baskets Oldenburg: 2009